# 莉萨·范贝莱
莉萨·范贝莱（荷蘭語：Lisa van Belle，2004年1月30日—），生于祖特梅尔，荷兰女子自行车运动员，主攻公路自行车和场地自行车，2024年夏季奥林匹克运动会女子麦迪逊赛铜牌得主。